# Clef d'or du chant
La clef d'or du chant (cante en espagnol) est une récompense historique du monde du flamenco, qui a été accordée, depuis sa création en 1868, en cinq occasions, à Tomás el Nitri (1868), Manuel Vallejo (1926), Antonio Mairena (1962), Camarón de la Isla (2000, à titre posthume) et Fosforito (2005).

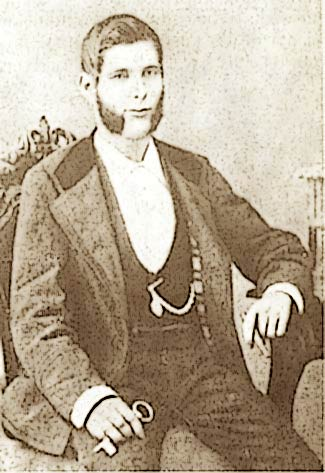
Tomás el Nitri.
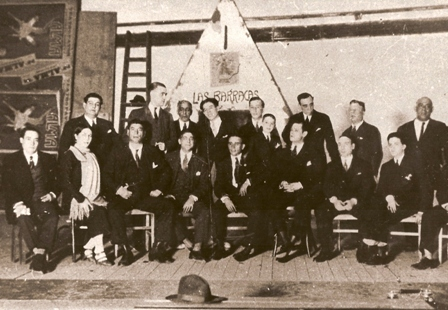
remise de la clef d'or à Manuel Vallejo.
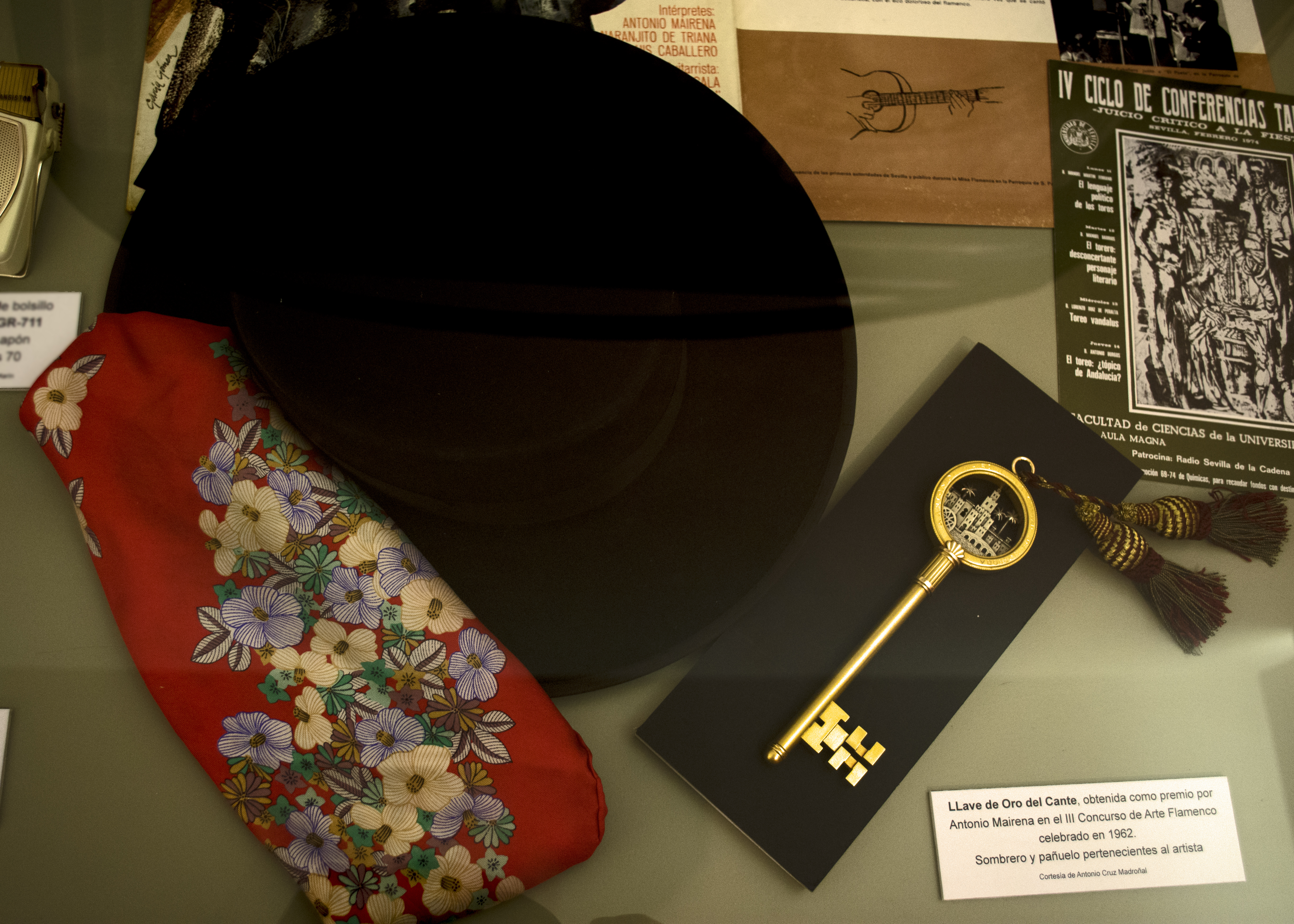
Clef d'or, sombrero et pochette d'Antonio Mairena.
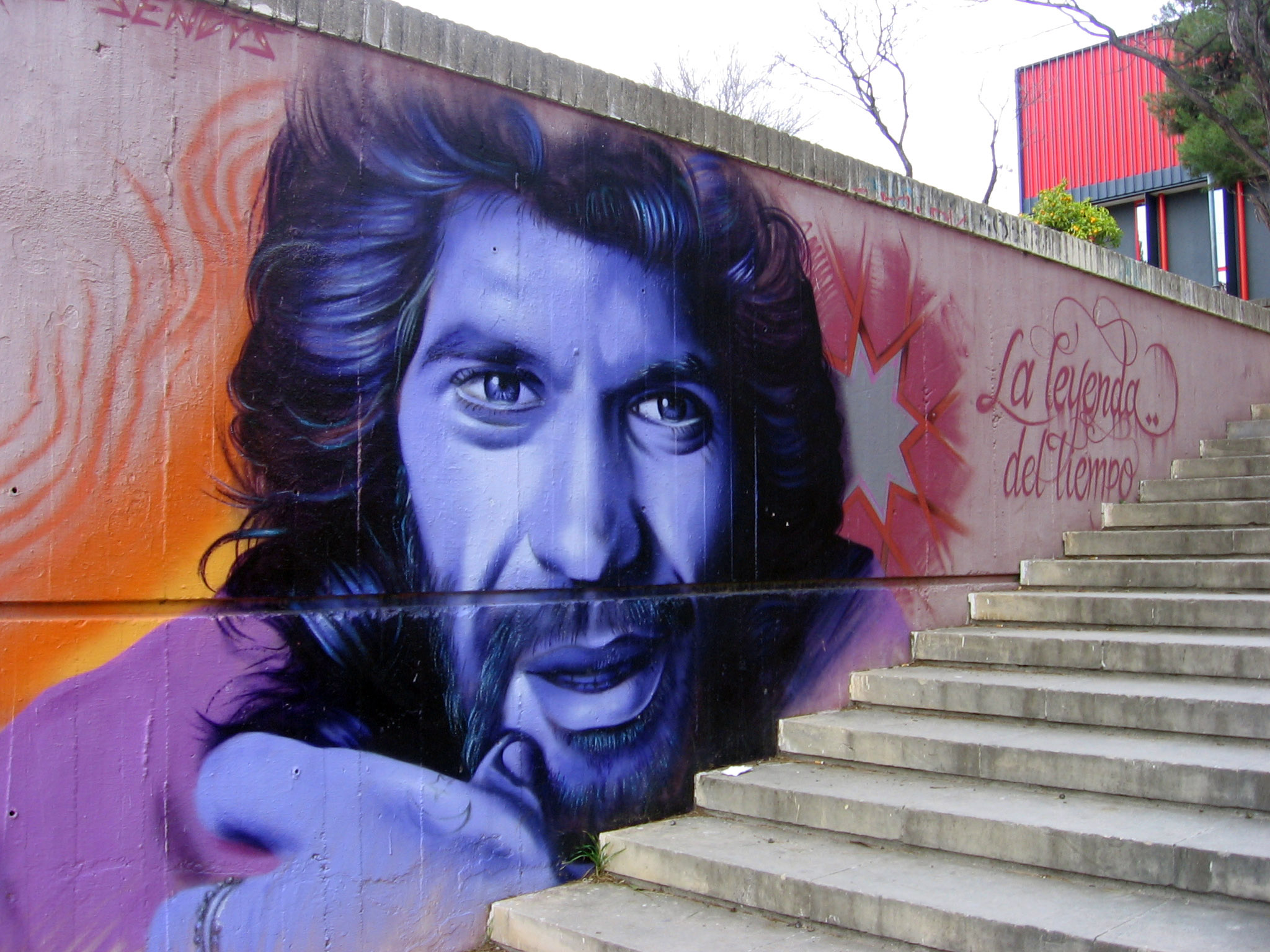
Camarón de la Isla.

### Article principal
- Flamenco